# موسیقی دریل
موسیقی دریل (به انگلیسی: Drill music) زیرسبکی از موسیقی هیپ هاپ آمریکاست که در سال ۲۰۱۰ میلادی در خیابان‌های شیکاگو شکل گرفت. این سبک از لحاظ شنیداری شباهتی به سبک ترپ و از لحاظ متن شعر به گنگستا رپ شباهت دارد. خوانندگان این سبک بخاطر متن آهنگ‌هایشان و ارتباطشان با جرم و جنایات در محدوده شیکاگو آمریکا شناخته شده‌اند.

## پیدایش
سبک دریل در سال ۲۰۱۲ با اوج گرفتن شهرت رپرهایی مانند چیف کیف، لیل دورک، جی هربو، لیل ریز، فردو سانتانا و کینگ لوئی توانست به صحنه اصلی موسیقی روز آمریکا راه پیدا کند. از چیف کیف به عنوان تاثیرگذارترین افراد در پررنگ شدن این سبک موسیقی یاد می‌شود.
در اوایل ۲۰۱۲ در محدوده بریکستون لندن زیر سبکی از این ژانر موسیقی با نام یو کی دریل پدید آمد که تا اوایل سال نخست پیدایشش توانست محبوبیت زیادی بین شنوندگان پیدا کرده و تأثیر زیادی بر صحنه دریل استرالیا، اسپانیا، ایرلند، آلمان و بروکلین داشته باشد.

## نام گذاری
پک من رپر اهل شیکاگو که بسیاری او را اولین دریلر می‌دانند در مورد انتخاب این اسم و معنای آن گفته 'واژه دریل تداعی کننده صدای شلیک گلوله از تفنگ است.'

## ویژگی‌ها
چندین ویژگی خاص، معرفِ موسیقی دریل در ایالات متحده و خارج از آن هستند.
- جریان (فلو)

هنرمندان دریل شیکاگو تمایل دارند اشعار خود را با سبک آوازی بی‌روح و تقریباً یکنواخت ارائه کنند که فضای احساسی محیط اطرافشان را تداعی می‌کند. تأثیر موسیقی ترپ در استفاده مکرر از کوک خودکار برای ایجاد کیفیتی سرد و بی‌احساس به رپ‌خوانیِ هنرمندان بازتاب می‌یابد. با این حال، هر دو گونهٔ دریلِ بریتانیا و به خصوص دریل بروکلین از تنظیم خودکار اجتناب می‌کنند و از صدایی رساتر حمایت می‌کنند.
- ترانه و اشعار

موج اول موسیقی دریل شیکاگو به دلیل محتوای خشونت‌آمیز اشعار و کیفیت سادهٔ زبانی، قابل توجه بود. هنرمندان استعاره‌ها و بازی هوشمندانه کلمات را به نفع سبکی که شبیه گزارش یا خاطره بی‌احساس بود کنار گذاشتند، که بر موضوعِ غالباً شوم آهنگ تأکید داشت.
هنرمندان جدیدتر دریل شیکاگو تمرکز شعرهای این زیرژانر را گسترش داده‌اند، در حالی که هم دریل بریتانیا و هم دریل بروکلین همیشه از یک پالت ترانه‌سرایی گسترده‌تر استقبال کرده‌اند.
- تولید

تولیدکنندگان دریل شیکاگو مانند یانگ چاپ که بر بسیاری از آهنگ‌های چیف کیف نظارت می‌کردند، از الگوی مشابه موسیقی ترپ پیروی می‌کردند: استفاده زیاد از ضرب‌های ۸۰۸ درام (معمولاً ۶۰ تا ۷۰ ضرب در دقیقه)، تولید در ساده‌ترین حالت و تأکید بر ملودی‌های گوش نواز. هنرمندان دریل در بریتانیا، مانند هدی وان، از ضرب‌های سریع‌تر و تمرکز بیشتر روی ملودی استفاده می‌کنند، در حالی که دریل بروکلین با فضایی زنده‌تر و گرم‌تر متمایز می‌شود.